# لوک تنها به ادبیات روی می‌آورد
لوکِ تنها، به ادبیات روی می‌آورد (انگلیسی: Lonesome Luke Leans to the Literary) یک فیلم کمدی صامت کوتاه به کارگردانی هال روچ است که در سال ۱۹۱۶ منتشر شد. از بازیگران این فیلم می‌توان به هارولد لوید، اسناب پالرد و ببه دنیلز اشاره کرد.